# ジョン・レイ (博物学者)
ジョン・レイ（John Ray、1627年11月29日 - 1705年1月17日）は、イングランドの博物学者で「イングランド博物学の父」とも呼ばれる。植物学、動物学、自然神学などの重要な著作を出版した。『植物誌』(Historia Plantarum)での植物の分類は近代分類学への重要な一歩となった。予め考案された二分論的な体系に植物を当てはめていくのではなく、観察に基づいた類似点と相違点に応じて植物を分類した。すなわち、スコラ学の合理主義的推論を排して科学的経験論を促進させた。また「種 (species)」という言葉に初めて生物学的定義を与えた。
1670年までは姓を "Wray" と綴っていた。その後、自身の家系を調べてかつての本当の綴り方が "Ray" だったことを確かめた上で綴りを替えた。

## 前半生
エセックス州ブレントリー近郊のブラック・ノットリーに生まれる。父は鍛冶屋だったと言われている。16歳のときケンブリッジ大学に入学し、トリニティ・カレッジとセント・キャサリンズ・カレッジで学ぶ。トリニティ・カレッジでの指導教授は James Duport で、同級生のアイザック・バローとは親友になった。1649年、フェローとなった。カレッジを渡り歩き、ギリシャ語講師 (1651)、数学講師 (1653)、古典文学講師 (1655) を務め、1657年には praelector と副学部長を務め、1659年と1660年には大学幹事を務めた。また、当時の大学の慣習として、1660年12月23日に上級聖職に就くずっと以前からカレッジ内の礼拝堂でよく説教をしていた。そういった説教は後に The wisdom of God manifested in the works of the creation や Deluge and Dissolution of the World にまとめられている。レイは講師としても優秀で、博物学を好む傾向を何人かの学生に受け継がせた。中でもフランシス・ウィラビーが博物学者として知られている。

## 経歴
1661年の統一令により、レイは1662年にフェローシップを放棄せざるを得なくなった。そのころ、アイザック・ニュートンがカレッジに入学している。それ以降レイは教え子のウィラビーに雇われる形になり、ウィラビーの死後はその2人の息子の教育責任者として年に6シリングを遺贈された。
1663年春、ウィラビーや他の2人の教え子と共にヨーロッパ旅行に出て、1666年3月に戻った。その後も旅行続けたウィラビーとはモンペリエで別れた。それ以前にも3回（1658年、1661年、1662年）にわたってグレートブリテン島の大部分を回ったことがあり、それらの旅の個人的記録を後にジョージ・ルイス・スコットが編集し Mr Ray's Itineraries と題して1760年に出版した。レイ自身は海外旅行の記録を Observations topographical, moral, and physiological, made on a Journey through part of the Low Countries, Germany, Italy, and France と題して1673年に出版。この旅行でレイとウィラビーは大量の動植物のコレクションを持ち帰っており、それらに基づいて動植物の完全な体系を構築することを構想していた。ウィラビーはそのうちの動物関係を引き受けたが、鳥類と魚類について何とかまとめただけで1672年に亡くなった。植物についてはレイがまず Methodus plantarum nova (1682) を著し、その後3巻の大作 Historia generalis plantarum (1686, 1688, 1704) をまとめた。ブリテン島を回った旅行で集めた植物についてはそれ以前に Catalogus plantarum Angliae (1670) にまとめており、その後のイギリスの植物相研究の基盤となっている。
1667年、王立協会フェローに選ばれ、1669年にはウィラビーと共同で書いた Experiments concerning the Motion of Sap in Trees（木の中の樹液の動きに関する実験）という論文がフィロソフィカル・トランザクションズ誌に掲載された。彼らは樹液が吸い上げられて白いゼリー状の凝固物を形成し、それが樹皮と本体の間に層を作って木質に変化したり、葉や果実の元になっていると考えた。王立協会への入会後間もなく、主教で王立協会創設者の1人であるジョン・ウィルキンズは自著 Real Character のラテン語への翻訳をレイに依頼した。翻訳は完成したようだが、出版はされなかった。レイの Methodus plantarum nova は実のところウィルキンズの壮大な分類体系の一部として出版されたものである。
1673年、結婚。1676年、サットン・コールドフィールドに移り、1677年にはエセックスの Falborne Hall に移った。1679年、故郷のブラック・ノットリーに移り、死ぬまでそこで過ごした。病気がちではあったが、平穏無事に本を執筆し続けた。1844年、博物学の著作出版を目的としてジョン・レイの名を冠したレイ協会が創設された。

## レイによる種の定義
レイは「種とは何か」を生物学的に定義した最初の人物である。1686年の『植物誌』には次のように記されている。

## 著作
レイは23の著作を出版しているが、数え方によっては若干差異が生じる。生物学上の著作はラテン語で書き、その他は英語で書いた。以下の一覧では全ての書名を英語で簡単に記している。
- 1660: Catalogue of Cambridge plants.
- 1668: Tables of plants
- 1668: Catalogue of English plants plus Fasiculus (an appendix)
- 1670: Catalogue of English proverbs.
- 1673: Observations in the Low Countries and Catalogue of plants not native to England.
- 1674: Collection of English words not generally used.
- 1675: Trilingual dictionary, or nomenclator classicus.
- 1676: Willughby's Ornithologia. - フランシス・ウィラビーの遺稿を元にレイが編集した本[7]p52 [8]Chapter 12 「ウィラビーとレイは科学的な鳥類学の基礎を築いた」[9]
- 1682: New method of plants.
- 1686: History of fishes
- 1686–1704: History of plants. 3 vols, vol 1 1686, vol 2 1688, vol 3 1704.
- 1690: Synopsis of British plants.
- 1691: The wisdom of God. 2nd ed 1692, 3rd ed 1701, 4th ed 1704 - レイの著作の中でも最も広く読まれた。後に自然神学と呼ばれる分野の著作で、生物の適応を神の業として説明している。ウィリアム・ペイリーは1802年の著書『自然神学』でこの著作の内容を盗用している[7]p92 [8]p452。
- 1692: Miscellaneous discourses concerning the dissolution and changes of the world. - 化石についての重要な記述がある。レイは友人たちの意見に反して、化石はかつて生きていた生物の名残（骨格）だと主張した。Raven はこれを高く評価している[8]p426。
  - 1713 Three Physico-theological discourses. - Miscellaneous discourses の第3版。レイの生前最後の改訂版を死後に出版。重要な点は、レイが神学論争に巻き込まれたため、化石についての見解を撤回した点である[10]p37。同時代人ではニコラウス・ステノのようにロバート・フックも化石が生物起源だと信じていた。フックはアンモナイトの化石などについて、絶滅した種に属するとしていた。レイの化石に関する見解はフックの主張に基づくものだった[11]p327。
- 1693: Synopsis of animals and reptiles.
- 1693: Collection of travels.
- 1694: Collection of European plants.
- 1695: Plants of each county (Camden's Brittania).
- 1696: Brief dissertation.
- 1700: A persuasive to a holy life.
- 1705. Method and history of insects. (Post-mortem and unedited)
- 1713: Synopsis of birds and fishes.

### 図書館が所蔵している著作
版を別々に数えればレイの著作は172にもなり、その多くは極めて希少である。それらを所蔵している図書館は全てイングランドにあるp153。
- 大英図書館 - 80以上の版を所蔵
- ボドリアン図書館（オックスフォード大学）
- ケンブリッジ大学図書館
- トリニティ・カレッジの図書館
- ロンドン自然史博物館

## 後世への影響
著作はカール・フォン・リンネの分類学に直接影響を与えた。1844年、レイの名を冠したレイ協会が創設され、その後160以上の博物学関係の本を出版している。
1986年、レイの『植物誌』出版300周年を記念してブレントリーで祝典が催された。ブレントリーの博物館にジョン・レイ・ギャラリーが創設された。